# 이정효
이정효(李正孝, 1975년 7월 23일 ~ )는 대한민국의 축구 선수 출신 축구 감독으로 현재 광주FC의 감독을 맡고 있다. 현역 시절 풀백으로 활동했으며 프로 선수 경력을 시작한 1999년부터 2008년 은퇴할 때까지 10시즌 동안 부산 아이파크의 원클럽맨으로 활동했

## 구단 경력

### 부산 아이파크
아주대학교의 전국추계대학축구연맹전 우승과 함께 대회 MVP까지 선정되는 등 큰 기대를 안고 1998년 부산 아이파크에 입단하였지만 첫 시즌에는 부상으로 인해 단 1경기의 공식전에도 출전하지 못하며 힘든 시기를 보내야만 했다.
그리고 1999 시즌부터 부상에서 복귀하여 공식전 20경기를 소화하며 팀의 리그 준우승, 1999 대한화재컵 준우승에 기여하는 등 부산의 주전 풀백으로 활약했으나 그 이듬해인 2000 시즌에 또 다시 부상에 발목이 잡히면서 리그 4경기 출전에 그치고 말았다.
그러다가 2001 시즌에서 리그 22경기에 출전하며 날개를 본격적으로 펼치기 시작했고 이듬해 7월 10일에 열린 성남 FC와의 2002년 K리그 2라운드 홈 경기에서는 프로 데뷔골을 터뜨리며 팀의 2-0 완승에 일조했다.
이후 2008 시즌을 끝으로 은퇴할 때까지 스리백과 포백에서의 풀백 및 윙백을 오가며 활약을 펼쳤고 특히 2005년 AFC 챔피언스리그에서는 5골을 터뜨려 대회 중반 득점 랭킹 1위에 오르기도 하는 등 맹활약을 펼치며 부산 구단 역사상 첫 아시아 챔피언스리그 4강 진출에 기여했으며 전남 드래곤즈와의 2009년 K리그 홈 개막전에서 은퇴식이 거행되었다.

## 지도자 경력

### 아주대학교
2008 시즌을 끝으로 10년간의 프로 선수 커리어를 마감한 후 2011년 모교인 아주대학교의 코치로 부임하며 본격적인 지도자의 길을 걷기 시작한 뒤 수석 코치로 하석주 감독을 보좌하다가 이듬해인 2012년 8월 하석주 감독이 친정팀인 전남 드래곤즈의 사령탑으로 부임하면서 다이렉트로 아주대학교의 사령탑으로 승격되었다.
그리고 아주대학교 감독으로 승격한 이후 2년동안 팀을 역임하는 동안 수많은 우승 트로피를 거머쥐면서 U리그 내 유능한 지도자로 인정받기 시작했다.

### 전남 드래곤즈
2015 시즌을 앞두고 전남 드래곤즈의 코치로 부임한 이후 1시즌동안 팀의 코치로 활동하면서 전남의 5년만의 FA컵 통산 8번째 4강 진출을 이끌었지만 리그에서는 9위의 성적에 머물렀다.

### 광주 FC1기
2016 시즌을 앞두고 당시 남기일 감독이 이끌던 광주 FC의 코치로 합류하며 광주의 2시즌간 K리그1 잔류와 구단 역사상 첫 FA컵 8강 진출 등에 큰 공을 세웠고 더불어 당시 광주 선수단이 남기일 감독보다 더 많이 따랐을 정도로 인성은 물론 팀 장악력, 전술 실력까지 고루고루 갖춘 지도자라는 평가를 받았다.

### 성남 FC
2017 시즌 종료 후 남기일 감독의 현역 시절 3번째 친정팀인 성남 FC의 코치로 이적한 후 2018년 K리그2 준우승 및 차기 시즌 K리그1 승격, K리그1 잔류를 이끄는 성과를 거두었다.

### 제주 유나이티드
2019 시즌을 마친 후 남기일 감독의 프로 첫 친정팀인 제주 유나이티드의 코치로 이적한 뒤 2020년 K리그2 우승, 2021년 K리그1 4위의 성적을 이끌어내며 수석 코치로서의 지도력을 점점 더 쌓아나가기 시작했으며 앞서 2020 시즌 종료 후 P급 지도자 강습회에 참가하고 있던 와중에 광주 FC 신임 감독 후보에 이름을 올리기도 했으나 김호영 현 한국프로축구연맹 기술위원을 광주 신임 사령탑으로 선임하면서 2021 시즌까지 제주에 잔류했다.

### 광주 FC 2기
2021 시즌 종료 후 K리그2 강등을 막지 못하며 경질된 김호영 감독을 대신해 2022 시즌을 앞둔 2021년 12월 28일 광주 FC의 신임 사령탑으로 선임되면서 약 5년만에 광주로 복귀했다.
광주로 복귀한 이후 2022년 K리그2 우승과 함께 1시즌만의 K리그1 승격을 이끌어낸 것은 물론 이 해에 열린 K리그2 시상식에서 감독상을 수상하며 광주 사령탑으로서 첫 시즌을 순조롭게 마무리지었다.

## 수상 내역

### 선수
부산 아이파크
- K리그1 준우승: 1999
- 리그컵: 준우승: 1999 대한화재컵, 2001
- FA컵: 2004
- 슈퍼컵 준우승: 2005

### 지도자
성남 FC
- K리그2 준우승: 2018

제주 유나이티드
- K리그2: 2020

광주 FC
- K리그2: 2022

개인
- K리그 감독상: 2022